# Carin Scholander
Catharina "Carin" Sofia Scholander, född Nyström 21 oktober 1830, död 19 april 1912, var en svensk skriftställare och teosof. Hon var med och grundade det Teosofiska samfundet i Sverige.

## Biografi
Carin Scholander föddes 1830, då under namnet Carin Nyström. Hennes far var arkitekten Axel Nyström. Familjen hade stort intresse av konst och litteratur. Hennes skolgång präglades av språk, i huvudsak franska och tyska samt i mindre grad matematik och historia. Vid fjorton års ålder fick hon istället börja lära sig handarbete och sådant som för den tiden ansågs vara viktiga färdigheter för kvinnor. På egen hand fortsatte hon sina språkstudier, och kom att översätta och verka på franska, tyska, engelska och svenska, samt behärskade italienska, tjeckiska och nederländska.
1850 gifte hon sig med Fredrik Wilhelm Scholander, hennes fjorton år äldre kusin. De fick tillsammans sju stycken barn. Två av deras döttrar, Anna Boberg och Ellen Kronberg, valdes senare också in i Nya Idun (1891 respektive 1893).
1888 reste Scholander tillsammans med sina vänner Ellen Bergman och Amelie Cederschiöld till London. Där träffade de Helena Blavatsky, det Teosofiska Samfundets grundare. Scholander inspirerades av teosofin, och tog med sig idéerna till Stockholm. 1889 lade hon tillsammans med läkaren Gustaf Zander grunden för det svenska teosofiska samfundet. Hon var också Sveriges officiella representant vid de teosofiska kongresserna i London 1891 och 1899.
Som ett led i sitt arbete för att sprida teosofin i Sverige började Scholander att översätta Blavatskys The Secret Doctrine, som var teosofins kodex. Dessutom översatte hon artiklar om teosofi, samt gav ut böcker på ämnet: Annie Besant, Några biografiska data (1894) och Om skillnaden mellan teosofi och spiritism(1907).
Hon valdes 1890 in i Nya Idun. Hon och hennes make hade båda varit med och stiftat Konstnärsklubben.